# Nonô Figueiredo
Flávio Pagano de Figueiredo ou Nonô Figueiredo (São Paulo, 13 de maio de 1971) é um automobilista brasileiro, campeão brasileiro da categoria Stock Car Light de 1994.
Como muitos automobilistas brasileiros, começou sua carreira no kart em 1984. Nonô também correu no exterior, competindo na Fórmula Ford norte-americana e na Fórmula 3 italiana. Seus melhores resultados lá foram alcançados com carros de turismo: foi o primeiro a vencer no Campeonato Sul-Americano de Superturismo, vice-campeão do Vectra Challenge inglês e o primeiro brasileiro a competir no British Touring Car Championship (BTCC). Atualmente compete com um Chevrolet Cruze no Campeonato Brasileiro de Marcas e Pilotos.

## Principais títulos
- Campeão brasileiro de kart (1986, 1990)
- Bicampeão paulista de kart (1987, 1991)
- Bicampeão brasileiro de Formula Fiat (1992,1995)
- Campeão brasileiro de Stock Car Light (1994)
- Campeão brasileiro de marcas (2016)
- Vice Campeão brasileiro de marcas (2017)